# Hymenofor
Hymenofor je struktura hub, kterou pokrývá výtrusné rouško (hymenium) plodnic a vytváří u různých hub různé tvary pro zvětšení výtrusorodého povrchu, na němž vznikají výtrusy. Hymenofory mohou být důležitým určovacím znakem a na první pohled se dají například hřibovité houby rozlišit podle jejich hymenoforu, který je ve většině případů rourkatý.

## Typy hymenoforu
Mezi typy hymenoforu patří:
- póry v kompaktní hmotě (většina Polyporales)
- rourky se zřetelnými stěnami (většina Boletales)
- lupeny – nejčastější a nejefektivnější (většina Agaricales)
- zprohýbaný, lamelovitý
  - pseudolamely (Schizophyllum)
- hladký – fylogeneticky nespecifický
- ostnitý
- gasteroidní (břichatkovité plodnice)

## Galerie

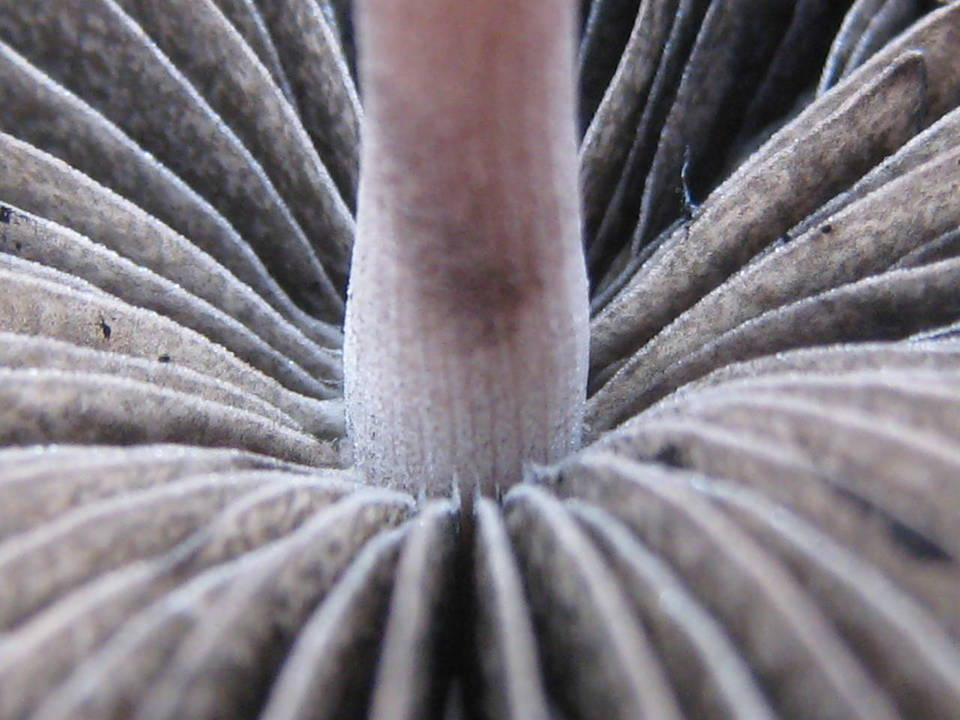
Lupeny (kropenatec lemovaný – Panaeolus cinctulus)
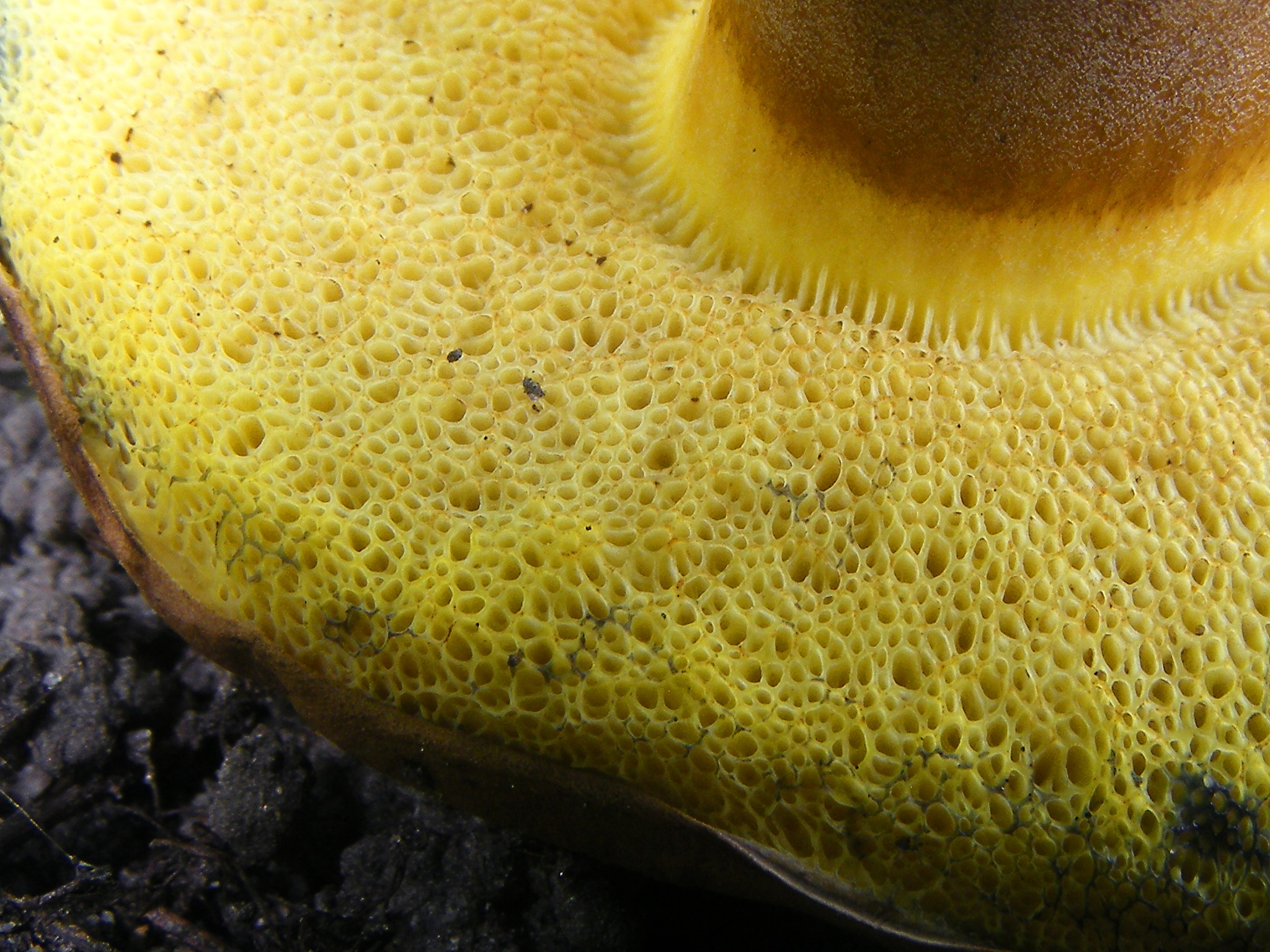
Rourky (hřib modračka – Boletus pulverulentus)
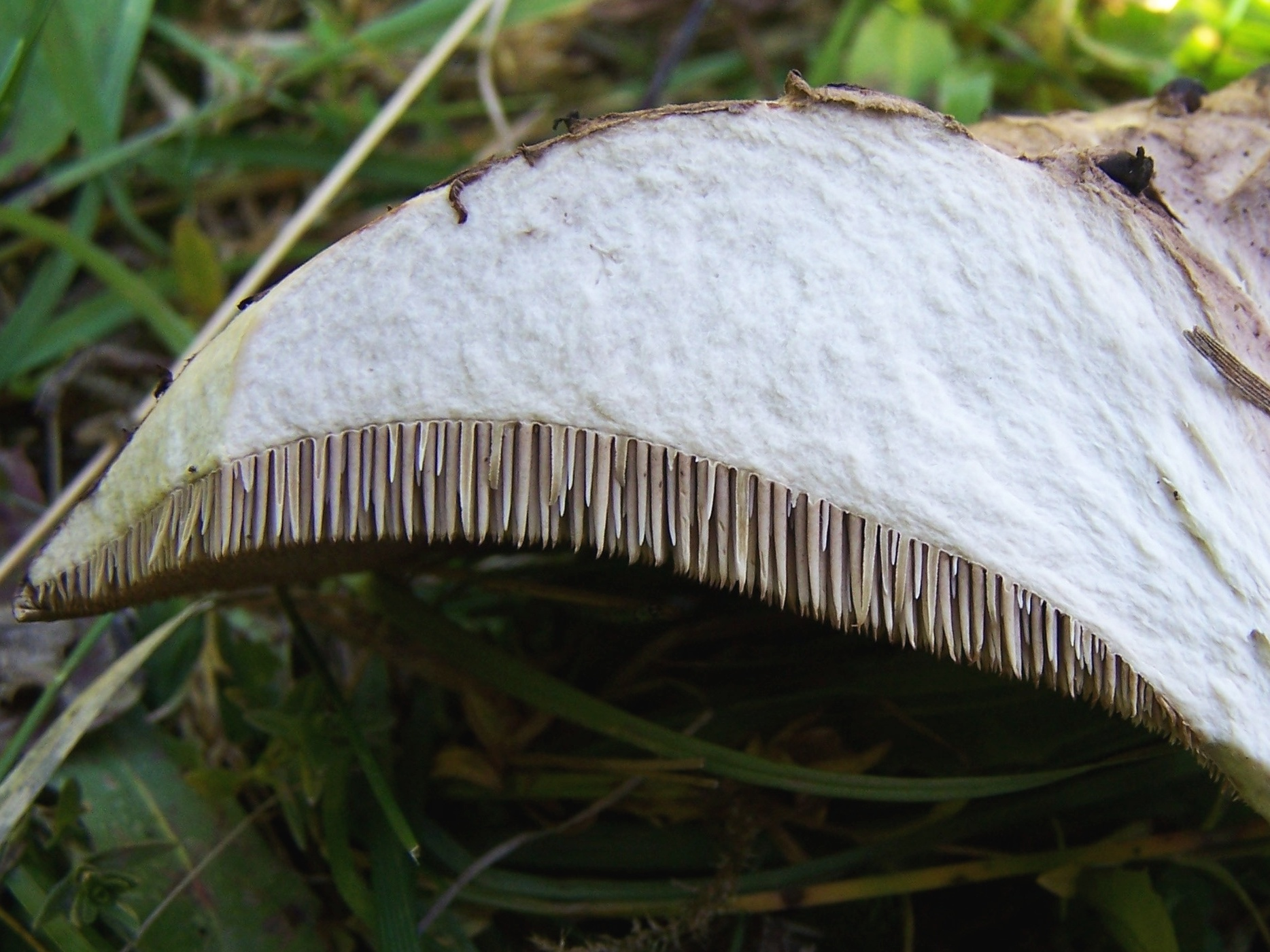
Ostnitý hymnofor (lošák jelení – Sarcodon imbricatus)
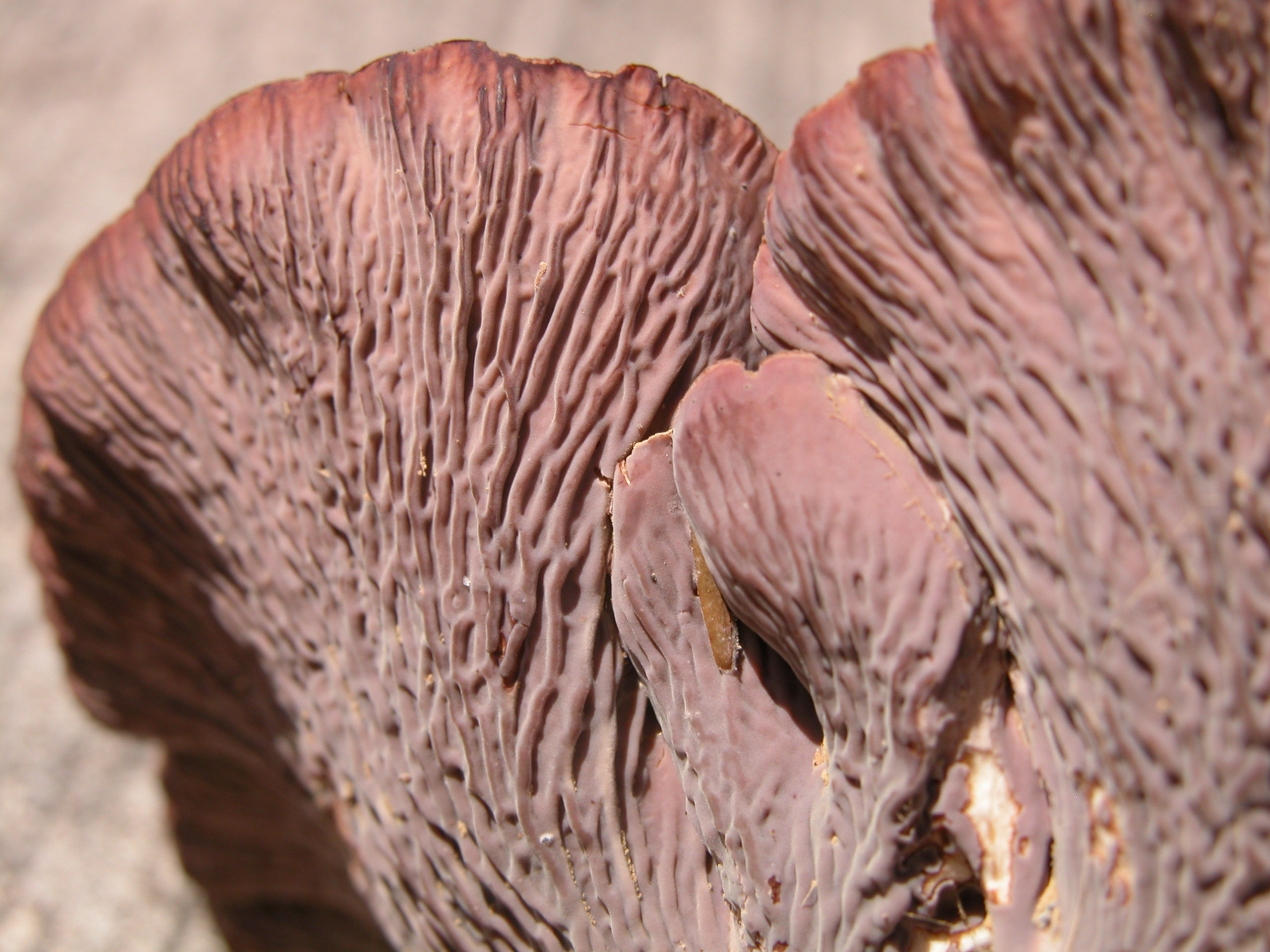
Lištnatý hymnofor (stročkovec kyjovitý – Gomphus clavatus)
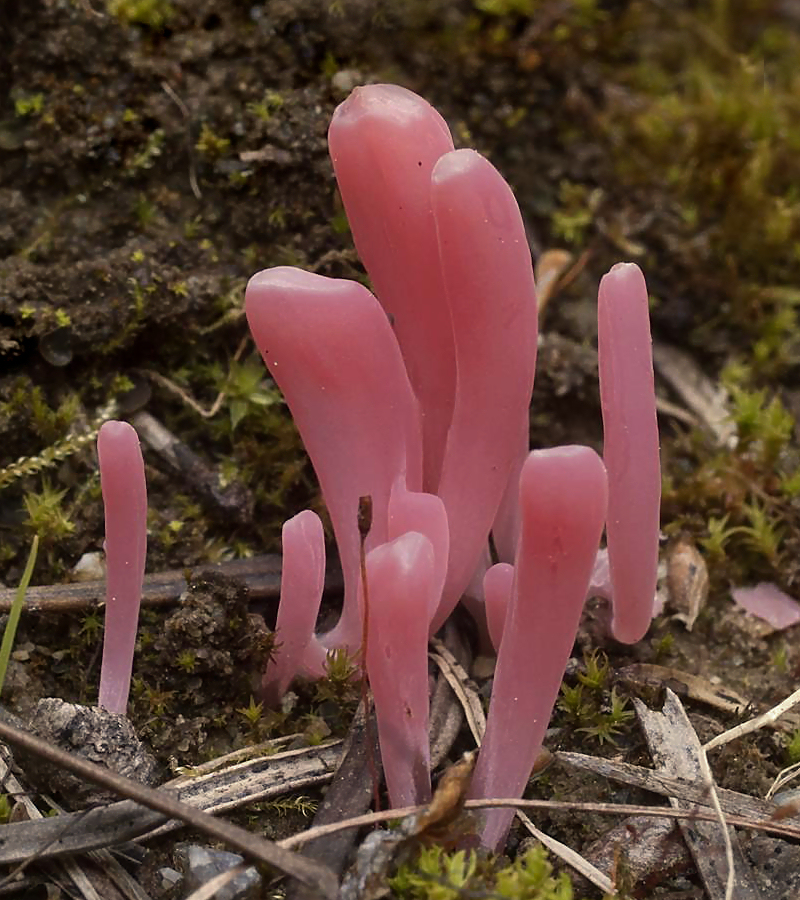
Hladký hymenofor (kyjanka růžová – Clavaria rosea)